# Pygmalion (opera)
Pygmalion är ett monodrama i en akt med musik av Georg Benda och libretto av Friedrich Wilhelm Gotter. Operan hade premiär den 20 september 1779 på Ekhof Theater i Gotha. Pygmalion var det fjärde samarbetet mellan Benda och Gotter. Gotter byggde sin text på Jean-Jacques Rousseaus pjäs Pygmalion från 1762. Bendas melodram är ovanlig i det avseendet att den har tre karaktärer men endast en talroll. De övriga två utförs stumt av skådespelare.

## Personer
| Roller    | Stämma    | Premiärbesättning 20 september 1779 (Dirigent: – ) |
| --------- | --------- | -------------------------------------------------- |
| Pygmalion | talroll   |                                                    |
| Venus     | stum roll |                                                    |
| Galatea   | stum roll |                                                    |

## Handling
Pygmalion har förskjutit alla kvinnor för kärleken till den staty han gjort av Galatea. Gudinnan Venus gör henne levande och allt slutar lyckligt.

## Diskografi
- Benda Melodramas: Ariadne auf Naxos/Pygmalion med dirigenten Christian Benda och Prags kammarorkester. Medverkande: Brigitte Quadlbauer (Ariadne) och Peter Uray (Pygmalion).